# Creggan

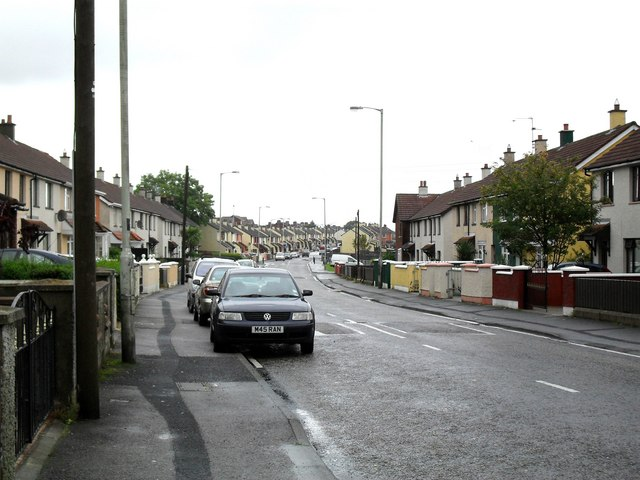
Creggan Heights, Creggan.

Creggan (iriska: An Creagán; stenig plats) är ett stort bostadsområde i Derry, i Nordirland. Området är byggt på en kulle i utkanten av staden. En majoritet av de boende i bostadsområdet är katoliker, och det var en del av Free Derry 1969–1972. Creggan är en historiskt viktig plats i konflikten i Nordirland. Creggan gränsar till grevskapet Donegal i Irland. Det byggdes 1947 och firade 1997 femtioårsjubileum.